# Anglo-Québécois
Les Anglo-Québécois, sont la communauté de langue anglaise du Québec. À leur apogée, Statistique Canada établissait leur nombre à 1 058 265, soit environ 13,5 % de la population du Québec. Arrivés au Québec après la Conquête de 1759-1760, les premiers Québécois anglophones sont originaires des îles Britanniques.
Leur statut privilégié au sein de l'Empire britannique leur a permis de fonder et maintenir un grand nombre d'institutions publiques et privées de langue anglaise en marge des institutions francophones contrôlées par l'Église catholique jusqu'au XXe siècle. C'est par affiliation et assimilation à cette communauté anglophone que les nouveaux arrivants ont pu vivre en anglais au Québec depuis le XIXe siècle. La majorité de la population des Anglo-Québécois sont aujourd'hui originaires de l'immigration récente[réf. nécessaire].

## Communautés

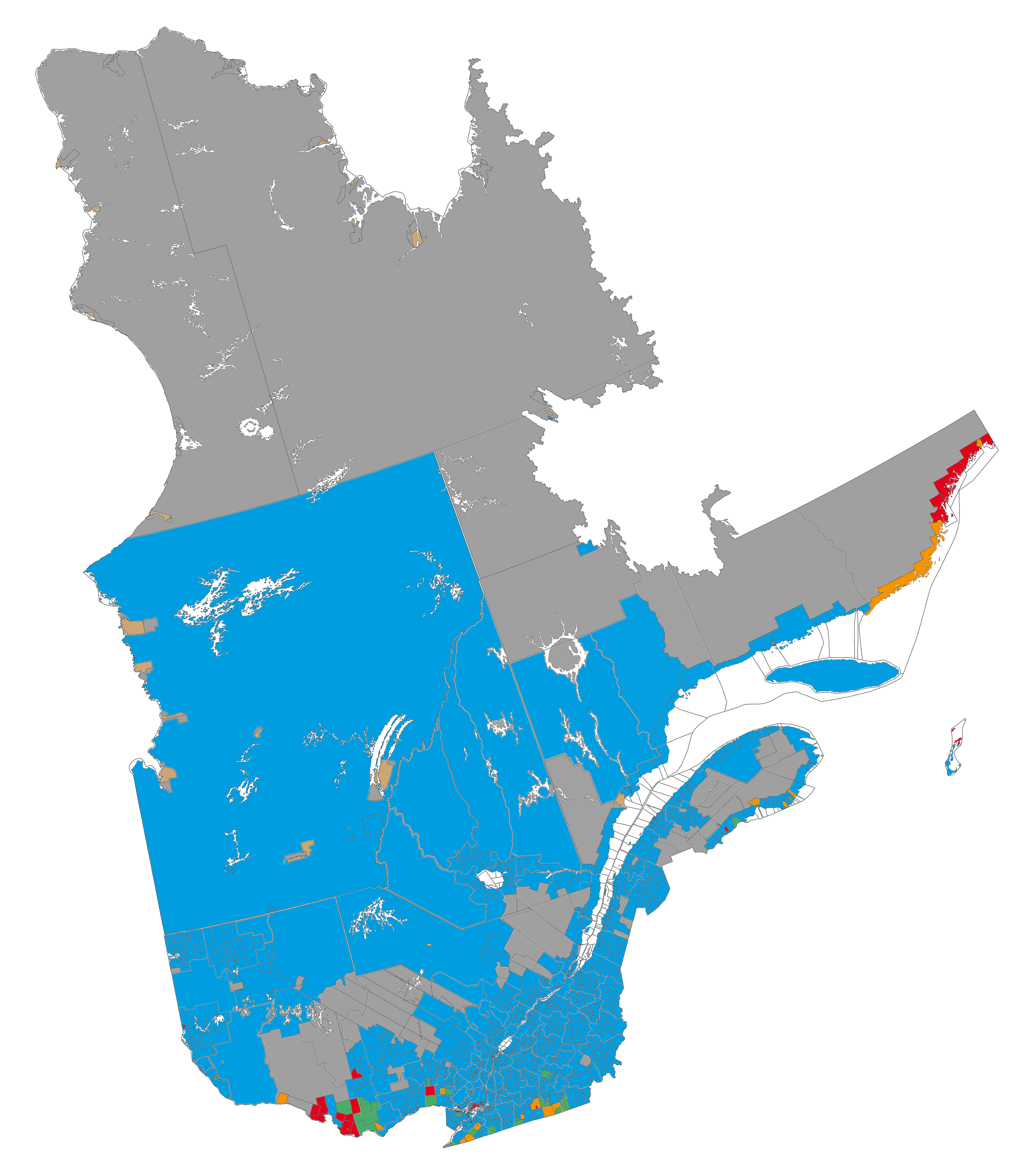
On aperçoit en rouge et en jaune les principales régions anglophones du Québec.

Environ 80 % des anglophones du Québec habitent la région métropolitaine de Montréal. La majeure partie de la population anglophone du Québec réside dans la région de Montréal, en particulier dans l'Ouest-de-l'Île (le West Island), où se trouve un réseau bien établi d'institutions sociales, économiques et culturelles de langue anglaise. Une autre communauté bien implantée se trouve dans la région de l'Outaouais, juste au nord de la région d'Ottawa dans la province voisine de l'Ontario.
Les premiers Anglo-Québécois sont arrivés à Québec et Montréal au début du régime britannique, durant la deuxième moitié du XVIIIe siècle. Plusieurs villes du Québec ont été fondées par des anglophones, entre autres par les Loyalistes dans l'actuelle région de l'Estrie pendant et après la Guerre d'indépendance américaine. Bon nombre d'immigrants d'origine écossaise ont fondé un grand nombre d'institutions québécoises publiques et privées de langue anglaise et représentaient l'élite marchande et financière jusqu'à la Révolution tranquille des années 1960. Certains quartiers, tels Westmount et le Mille carré doré témoignent toujours de ce patrimoine.
Dès leur arrivée au milieu du XIXe siècle, les Irlando-Québécois ont établi des écoles, des églises, et des hôpitaux dans des quartiers ouvriers tels Pointe Saint-Charles et Griffintown. Des réseaux d'écoles ont vu le jour et seront protégés par la loi constitutionnelle de 1867 grâce à l'acharnement de Thomas D'Arcy McGee.
Une communauté noire aurait vu le jour vers 1860 avec la venue de l'industrie du chemin de fer. Cette communauté serait concentrée dans les quartiers de Saint-Henri et de la Petite-Bourgogne.
Le début du XXe siècle a amené d'autres vagues d'immigrants en provenance de plusieurs pays d'Europe. Des Juifs venus de Pologne, de Roumanie, et de Russie ont fondé une communauté juive importante, et s'intégrèrent à la communauté marchande anglophone. Des immigrants italiens s'intégrèrent autant aux institutions catholiques de la communauté irlando-québécoise (anglophone) que celles de la communauté francophone des Canadiens français de l'époque. Établis d'abord le long du boulevard Saint-Laurent, ces immigrants migreraient plus tard vers d'autres quartiers plus prospères, tels Côte-Saint-Luc et Saint-Léonard.
Donald Gordon, président du Canadien National entre 1950 et 1966, considère qu’aucun Canadien français n’a la compétence pour être vice-président à la direction de cette compagnie ferroviaire.
L'immigration européenne aura davantage changé la topographie ethnique de Montréal. Une immigration européenne accrue lors des années 1950 a augmenté la présence de plusieurs communautés culturelles déjà établies à Montréal, et en créerait plusieurs autres. Cette époque a vu l'épanouissement de la communauté grecque dans la métropole.
De nos jours, les nouveaux arrivés au Québec viennent des quatre coins du monde et sont pour la plupart plus laïcs que ne l'étaient les générations d'immigration précédentes. Une plus grande proportion de ces immigrants est francophone qu'elle ne l'était avant l'adoption des lois linguistiques au Québec. D'autres immigrants provenant de pays tels le Royaume-Uni, les États-Unis et  la Jamaïque ont une connaissance de l'anglais. Plusieurs groupes d'Asiatiques représentent le groupe ayant connu la plus forte croissance entre 1996 et 2001; bon nombre d'entre eux avaient une connaissance de l'anglais à leur arrivée, ce qui fait que plus du quart d'anglophones aujourd'hui sont issus de groupes minorités visibles. Certains peuples autochtones, tels les Mohawks, les Cris, et les Inuits se servent également de l'anglais comme langue d'échange commun.
Tous ces groupes se mêlent facilement à une communauté qui se définit de plus en plus comme étant multiculturelle et bilingue. Les anglophones ont montré une tendance à quitter le Québec pour les autres provinces canadiennes, particulièrement durant les années 1970 avec l'implantation de lois linguistiques et l'élection d'un parti souverainiste au Québec. Malgré cette diminution à leurs effectifs, la communauté revêt une grande diversité et une mobilité qui seraient attribuables à leur accès facile à la culture majoritaire anglophone d'Amérique du Nord. Ceci expliquerait du moins en partie pourquoi les Anglo-Québécois auraient une tendance à s'auto-identifier comme Canadiens ou même en tant qu'anglophones dans le contexte québécois malgré le fait d'être issus d'une communauté culturelle.

## Populations par région
- Montréal : 611 005
- Montérégie : 159 510
- Laval : 82 075
- Outaouais : 66 650
- Laurentides : 36 055
- Estrie : 23 435
- Nord-du-Québec : 20 645
- Capitale-Nationale : 13 355
- Lanaudière : 12 395
- Gaspésie–Îles-de-la-Madeleine : 9 945
- Abitibi-Témiscamingue : 5 375
- Côte-Nord : 5 345
- Chaudière-Appalaches : 3 800
- Mauricie : 3 100
- Centre-du-Québec : 2 635
- Saguenay–Lac-Saint-Jean : 1 805
- Bas-Saint-Laurent : 1 135

## Éducation
En 2001, la province de Québec comptait 340 écoles primaires et secondaires de langue anglaise administrées par neuf commissions scolaires gérées par des membres de la communauté. Les commissions scolaires sont les suivantes :
- Commission scolaire Central Québec
- Commission scolaire Eastern Shores
- Commission scolaire Eastern Townships
- Commission scolaire English-Montréal
- Commission scolaire Lester-B.-Pearson
- Commission scolaire New Frontiers
- Commission scolaire Riverside
- Commission scolaire Sir-Wilfrid-Laurier
- Commission scolaire Western Québec

Le Québec compte aussi huit cégeps et trois universités anglophones :
- Collège Héritage de Gatineau
- Collège Dawson de Montréal
- Collège Marianopolis de Montréal

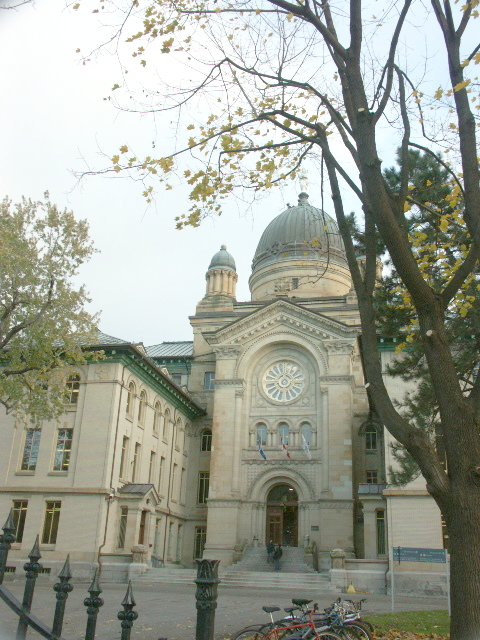
Collège Dawson, Montréal.

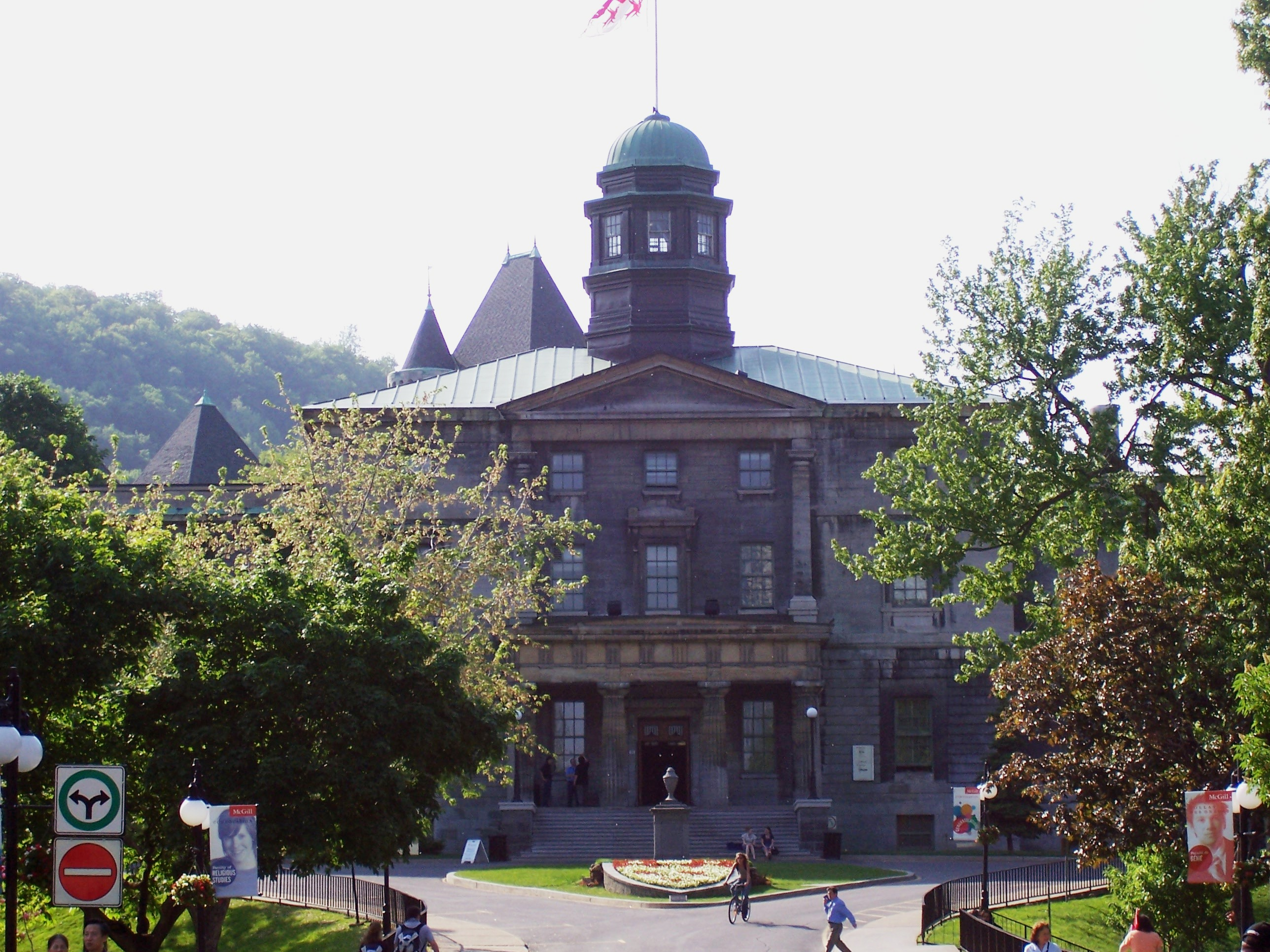
Université McGill, Montréal.

- Vanier College de Saint-Laurent (Montréal)
- Collège John Abbott de Sainte-Anne-de-Bellevue
- Campus Lennoxville du Collège régional Champlain à Lennoxville (Sherbrooke)
- Campus Saint-Lambert du Collège régional Champlain à Saint-Lambert
- Campus Saint Lawrence du Collège régional Champlain à Québec
- Université McGill à Montréal
- Université Concordia à Montréal
- Université Bishop's à Lennoxville (Sherbrooke)

## Santé
- Centre universitaire de santé McGill
  - Hôpital général de Montréal
  - Hôpital Royal Victoria
  - Hôpital de Montréal pour enfants
  - Institut et hôpital neurologiques de Montréal
  - Institut thoracique de Montréal
- Hôpital général du Lakeshore (Pointe-Claire)
- Hôpital général juif
- St. Mary's Hospital
- Queen Elizabeth Health Centre

- Brome-Missisquoi-Perkins Hospital

- Pontiac Community Hospital (Shawville)
- Jeffery Hale Hospital (Québec)
- Barrie Memorial Hospital (Ormstown)

## Culture
La communauté dispose de plusieurs institutions de théâtre, notamment le Centaur Theatre, ainsi que plusieurs troupes professionnelles et amateurs. Depuis 1989, le milieu du théâtre anglophone est représenté par la Quebec Drama Federation (Fédération de la dramatique québécoise).
Depuis 1998, la Quebec Writers' Federation (QWF) (Fédération des auteurs du Québec) représente les intérêts des auteurs québécois de langue anglaise. L'organisation, née de l'union de la Quebec Society for the Promotion of English Language Literature et de la Federation of English Writers of Quebec, distribue les prix QWF chaque année. Elle tient des conférences appelées Writers Out Loud dans différentes localités du Québec afin de faire connaître les auteurs anglo-québécois. Au total, il y a 16 maisons d'édition de livres anglophones au Québec.
Dans la région de Montréal, les Québécois anglophones et anglophiles ont accès à un vaste éventail d'activités et de biens culturels en langue anglaise via des magasins, des librairies, des cinémas, des musées, des salles de spectacle, etc. Les ressources sont par contre très rares à l'extérieur de Montréal, en raison du faible poids démographique des anglophones ailleurs au Québec.
Malgré tout on retrouve dans la région de Québec la cathédrale anglicane Holy Trinity, le Morrin Centre conçu pour faire valoir la contribution historique et actuelle de la culture anglophone et enfin le journal The Quebec Chronicle-Telegraph.

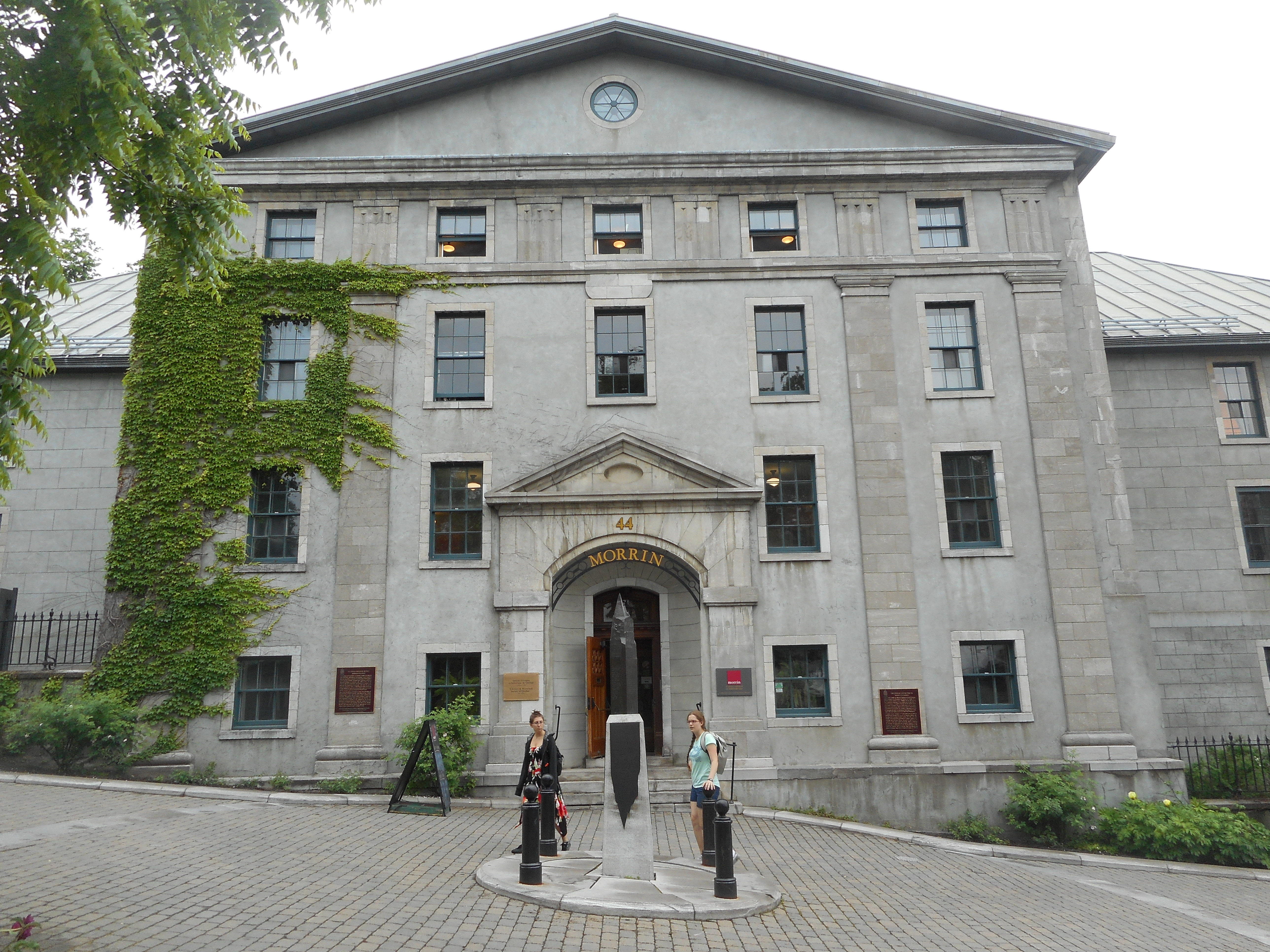
Le Morrin Centre à Québec.

Bien que les Anglo-Québécois disent considérer important pour eux de bien connaître la culture québécoise, ils consomment très peu de produits culturels québécois.

### Médias
Presque tous les médias de langue anglaise du Québec se trouvent dans la région de Montréal.
Télévision : Les stations de télévision anglophone sont CBMT (CBC), CFCF (CTV), CKMI (Global) et CJNT (Citytv/Omni). CKMI se situe en réalité à Québec, mais rediffuse à Montréal. Cela dit, toutes les opérations se font réellement à partir de Montréal. CJNT offre une programmation multilingue provenant de Omni Television en plus de la programmation principale provenant de Citytv. Ces stations sont disponibles par le câble dans toute la province. Les anglophones vivant dans la région de l'Outaouais captent les stations en provenance d'Ottawa en Ontario.
Montréal : Les stations de radio anglophones à Montréal incluent les antennes AM CKGM (The Team 990), CJAD et CINW (AM 940), de même que les antennes FM CBME-FM (CBC Radio One), CKUT-FM (radio du campus de l'université McGill), CFQR-FM (Q92), CJFM-FM (Virgin Radio), CBM-FM (CBC Radio Two) et CHOM-FM,.
Québec : Les auditeurs de la ville de Québec peuvent capter CBVE-FM (CBC Radio One) et CBM-FM (CBC Radio Two).
Sherbrooke : Les auditeurs de Sherbrooke en Estrie peuvent capter CBMB-FM (CBC Radio One), CBM-FM (CBC Radio Two) et CJMQ-FM (en), la station communautaire anglophone.
Outaouais : Les anglophones vivant dans la région de l'Outaouais captent les stations en provenance d'Ottawa en Ontario.
CBC Radio One est également disponible dans plusieurs autres communautés du Québec, notamment à Trois-Rivières et à Saguenay. Certaines parties de la province reçoivent également les signaux de langue anglaise de l'Ontario, du Nouveau-Brunswick, New York ou de Nouvelle-Angleterre. Cependant, aucune communauté dans la province, sans compter Montréal, n'a de station commerciale anglaise.

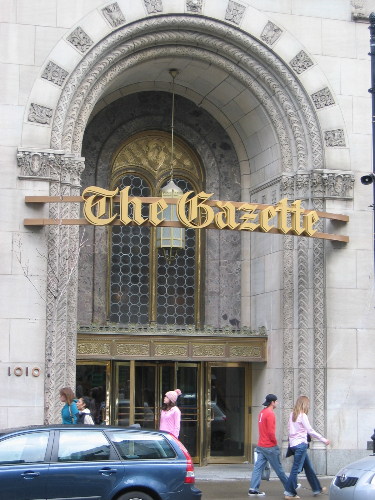
Bureaux de The Gazette, au 1010 rue Sainte-Catherine ouest à Montréal.

Presse : Le Québec a deux quotidiens de langue anglaise : The Gazette à Montréal, et The Record (Sherbrooke). Plusieurs petites communautés ont également des journaux hebdomadaires de langue anglaise, comme The Equity à Shawville, le Stanstead Journal à Stanstead, The First Informer aux Îles de la Madeleine, The Gleaner à Huntington, le The Quebec Chronicle-Telegraph à Québec, le SPEC dans la région de Gaspé, le West Quebec Post à Buckingham, Aylmer Bulletin à Aylmer et le Townships Sun de Lennoxville. Montréal a également deux hebdomadaires gratuits, le Hour et le Mirror.

## Histoire
- Histoire du Québec anglophone[3]Des années 1780 aux années 1960, les Anglo-Québécois, les Anglo-Canadiens et les Américains ont monopolisé la vie économique et politique du Québec, opprimant et discriminant la majorité francophone, cherchant à l'assimiler par l'intimidation, les interdictions et autres mesures restrictives sur l'usage de la langue française. Après la Révolution tranquille, lorsque l'émancipation des Canadiens français fut achevée, les positions des Anglo-Québécois, qui tentaient activement avec l'appui des autorités britanniques de coloniser le territoire du Québec, s'affaiblirent fortement.

## Langue
Dans l'ensemble, l'anglais parlé au Québec est le même que l'anglais canadien. Cependant, l'anglais du Québec a quelques particularités lexicales uniques, lesquelles existent en raison de la proximité de la grande communauté francophone du Québec. Par exemple, un dépanneur est souvent appelé un « dépanneur » (ou un « dep ») comme en français québécois. Les emprunts sont directement dérivés d'équivalents français. Un autre exemple évident est le mot français « terrasse » qui est utilisé au lieu du mot anglais « terrace ».
La communauté anglo-québécoise est une des plus bilingues au Canada avec un taux de bilinguisme de 88,2 %. Cependant, les jeunes anglophones ont un taux de bilinguisme plus élevé que la moyenne de leur communauté. Selon les données du recensement de 2011, 90,3 % de la population anglo-québécoise entre 20 et 44 ans est bilingue.
Certains Anglo-Québécois reconnaissent la légitimité de la majorité francophone d'assurer les conditions pour l'essor de la langue française au Québec; d'autres y voient un nationalisme ethnocentrique et une tactique pour favoriser l'exode des Anglo-Québécois et l'accession du Québec à l'indépendance.

En bleu pâle, les Anglo-Québécois.

## Droit

### Ordre fédéral
- Depuis 1867, l'article 133 de la Loi constitutionnelle de 1867, donne le droit à toute personne d'utiliser le français ou l'anglais dans les débats des assemblées législatives du parlement fédéral et du Parlement du Québec et rend obligatoire l'usage de l'anglais et du français dans la rédaction des procès-verbaux desdites assemblées. Elle donne également à toute personne le droit de s'exprimer en anglais ou en français devant les tribunaux fédéraux et ceux du Québec. Finalement, les lois du parlement fédéral et celles du Parlement du Québec doivent être imprimés et publiés en anglais et en français. (La même chose  est   vraie pour le Manitoba, mais en vertu de l'article 23 de la Loi de 1870 sur le Manitoba)[19].

- Depuis 1982, l'article 23 de la Loi constitutionnelle de 1982 accorde à certains citoyens, que l'on appelle des ayants droit, le droit de faire instruire, à l'école primaire et secondaire, leurs enfants dans la langue de la minorité de la province ou du territoire où ils résident et cela aux frais du gouvernement[20].

### Ordre québécois
- Depuis 1993, les articles 73 et 76 de la Charte de la langue française protègent et augmentent les droits constitutionnels de la minorité anglophone du Québec. La version originale de la charte de 1977 n'attribuait ces droits qu'aux anglophones du Québec. C'est-à-dire, les citoyens canadiens de l'extérieur du Québec devaient par exemple envoyer leurs enfants à l'école française comme tous les autres Québécois. L'introduction des droits des minorités linguistiques dans la constitution canadienne de 1982 vint infirmer tout le chapitre VIII de la charte. Le gouvernement d'alors invoqua la « clause nonobstant » de la constitution pour continuer à appliquer la charte de façon intégrale. En 1993, la charte a finalement été modifiée afin de la rendre conforme aux divers jugements de la Cour suprême du Canada en matière de langue[21].

- En plus des droits garantis par la constitution du Canada, divers règlements passés dans le cadre de la charte établissent d'autres droits linguistiques de la minorité anglophone. Les anglophones ont le droit de recevoir des services en anglais de tous les établissements de services sociaux et de soins de santé au Québec. La charte permet également aux villes dont une majorité de la population est anglophone d'obtenir le statut de ville bilingue. Cela permet à un gouvernement municipal d'offrir des services en français et en anglais à tous. 93 municipalités offrent des services bilingues au Québec[21].

## Relations avec les Québécois francophones
- Si vous ne connaissez pas le sujet, laissez ce bandeau (vous pouvez alors contacter les auteurs).
- Si vous supprimez le contenu mis en cause (vous pouvez préalablement contacter les auteurs),

argumentez précisément cette suppression dans la page de discussion
(un manque de référence n'est pas un argument ; une recherche réelle de référence doit avoir été effectuée, être formellement documentée).
Deux tendances historiques s’inscrivent au niveau des relations des Québécois francophones et anglophones : la collaboration et l'unité sociale chez les Québécois fédéralistes, et la tension et le désaccord chez les Québécois séparatistes, surtout depuis 1815.[source insuffisante].
Ainsi, dans l'histoire du Québec on verra d'un côté les fédéralistes créer une vision du Québec multiculturelle qui inclut les anglophones, les francophones et les autres minorités ethnique. Cette vision place la province au sein d'un Canada uni et les relations avec les Québécois anglophones comme importantes et historiquement légitimes,.
Du côté des souverainistes on verra l'histoire établir des divisions entre les Québécois francophones de souche[Quoi ?] et les Québécois anglophones élitistes qui, depuis 1759[source insuffisante], menace la survie de l'Institution francophone au Québec. Dans cette vision des relations avec les Québécois anglophones certains, Anglo-Québécois refusent de s'identifier comme Québécois et considèrent que les nationalistes québécois sont ethnocentriques et n'ont de cesse de tenter d'élargir le fossé entre le Québec et le reste du Canada. Le Parti québécois, ne pouvant réaliser l'indépendance du Québec, viserait la marginalisation des citoyens non francophones. Pour eux, les Québécois, notamment des régions rurales, sont des francophones d'arrière-garde assimilables à des groupes comme des suprématistes ou des néo-nazis. Ces Anglo-Québécois doutent que la nation québécoise soit foncièrement respectueuse des droits, libertés et minorités.
De plus, ils considèrent que les nationalistes canadiens n'ont pas à respecter la loi québécoise sur les référendums lorsque la communauté anglo-québécoise est menacée par le nationalisme québécois. S'ils reconnaissent dans certains cas que l'histoire du Québec est celle d'une survie culturelle dans un contexte colonialiste, ils n'acceptent pas que la nation québécoise puisse se définir sans la fédération canadienne, rejettent tout grief qu'elle puisse exprimer ou encore associent volontiers toute manifestation nationaliste québécoise à de l'endoctrinement et au terrorisme.
Certains Anglo-Québécois déclarent se sentir comme citoyens de seconde classe bien que leurs institutions et services sont financés par l'État québécois. Plusieurs anglophones rejettent le Québec français et exigent d'être servis en anglais, par exemple dans la question de l'accueil par "Bonjour/Hi", alors que les services en français dans les provinces canadiennes sont l'exception. Les entreprises et médias contrôlés par les anglophones sont soupçonnés de partialité, notamment envers les partis politiques, par exemple Cogeco pendant les élections générales québécoises de 2018 en excluant le Parti québécois et Québec solidaire, formations indépendantistes, des débats entre candidats dans la région de l'Outaouais.

## Personnalités
- Aislin (1942-), caricaturiste

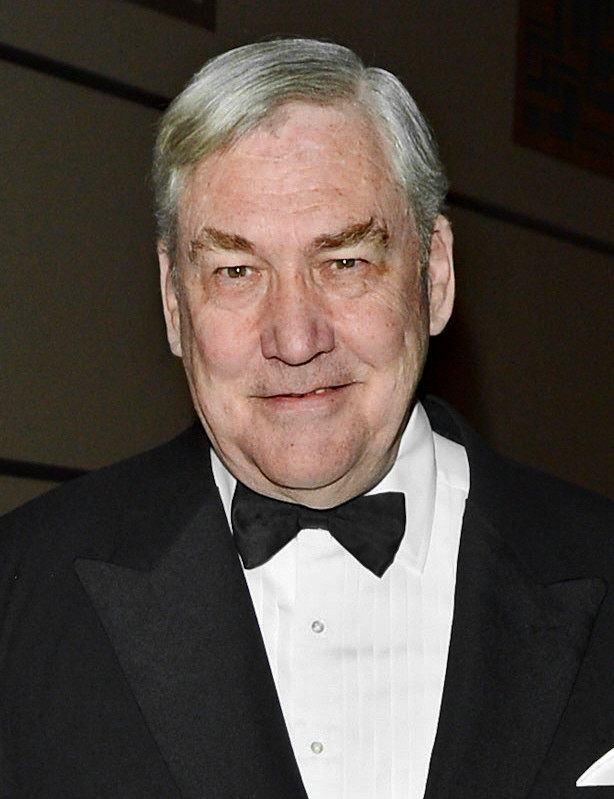
Conrad Black est un Anglo-Québécois.

- John Joseph Caldwell Abbott (1821-1893), premier ministre du Canada
- Maude Abbott (1869-1940), médecin et scientifique
- Sidney Altman (1939-2022), biochimiste, récipiendaire d'un prix Nobel
- Melissa Auf der Maur (1972-), chanteuse
- Nick Auf der Maur (1942-1998), journaliste
- Saul Bellow (1915-2005), auteur, récipiendaire d'un prix Nobel
- Ian Binnie (1939-), juriste
- Conrad Black (1944-), entrepreneur
- John Rudolphus Booth (1827-1925), « roi du Bois d´œuvre »
- Michael Bossy (1957-), joueur de hockey
- Scott Bowman (1933-), entraîneur-chef de hockey
- Charles Bronfman (1931-), investisseur
- Edgar Bronfman, Sr. (1929-2013), investisseur
- Samuel Bronfman (1889-1971), distillateur
- Alexandre Burrows (1981-), joueur de hockey
- Francois Cleyn, manufacturier de textile
- Leonard Cohen (1934-2016), poète, chansonnier
- Corey Crawford (1984-), joueur de hockey
- Colleen Dewhurst (1924-1991), actrice de scène et de cinéma
- Shawn Drover (1966-), batteur
- Edith Maude Eaton (1865-1914), auteur
- Marcellus Gilmore Edson (1849-1940), pharmacien ayant breveté le beurre d'arachide
- Winnifred Eaton (1875-1954), auteur
- Don Ferguson (1946-), acteur et scénariste
- Reginald Fessenden (1866-1932), inventeur, « père de la radiodiffusion de la voix humaine »
- Glenn Ford (1916-2006), acteur
- Howard Galganov (1950-), activiste
- Huntley Gordon (1887-1956), acteur
- Doug Harvey (1924-1989), joueur de hockey
- Prudence Heward (1896-1947), peintre
- Oliver Jones (1934-), pianiste jazz
- Andy Kim (1946-), chanteur
- Naomi Klein (1970-), journaliste, auteur
- Dane Lanken (1945-), journaliste
- Irving Layton (1912-2006), poète
- Jack Layton (1950-2011), politicien[31]
- Jaclyn Linetsky (1986-2003), actrice
- William Edmond Logan (1798-1875), géologue
- John Lynch-Staunton (1930-2012), homme d'affaires et homme d'État
- Robert MacNeil (1931-), journaliste, auteur
- Rudolph Marcus (1923-), scientifique, récipiendaire du prix Nobel de chimie de 1992
- James McGill (1744-1813), homme d'affaires
- Anna McGarrigle (1944-), chanteuse, parolière
- Kate McGarrigle (1946-2010), chanteuse, parolière
- Stuart McLean (1948-2017), journaliste, radiodiffuseur, conteur, auteur
- Gerald McNeil (1926-2004), joueur de hockey
- John Molson (1763-1836), brasseur[32]
- Geoffrey Molson (1971-), homme d'affaires et propriétaire des Canadiens de Montréal
- Dickie Moore (1931-), joueur de hockey
- Percy Erskine Nobbs (1875-1964), architecte
- Wilder Penfield (1891-1976), neurochirurgien, scientifique
- Oscar Peterson (1925-2007), pianiste jazz
- Christopher Plummer (1929-2021), acteur
- Juliette Powell (1974-), journaliste, animatrice de télévision
- Mordecai Richler (1931-2001), auteur
- Sam Roberts (c. 1973-), chanteur
- Witold Rybczynski (1943-) architecte, professeur et auteur
- Mort Sahl (1928-), comédien
- Anne Savage (1896-1971), peintre
- Peter Dale Scott (1929-) universitaire et professeur
- Mack Sennett (1880-1960), producteur et réalisateur de film
- William Shatner (1931-), acteur
- Norma Shearer (1902-1983), actrice
- Denis Stairs, président de la Montreal Engineering Co.
- Donald Tarlton, production de disque
- Rufus Wainwright (1973-), chanteur, parolier
- Lucille Wheeler (1935-), championne de ski alpin
- Cairine Wilson (1885-1962), femme d'État
- Joseph Wiseman (1918-2009), acteur